# 안동 봉정사 대웅전
안동 봉정사 대웅전(安東 鳳停寺 大雄殿)은 경상북도 안동시 서후면 봉정사에 있는 조선 시대의 건축물이다. 2009년 6월 30일 대한민국의 국보 제311호로 지정되었다.

## 개요
봉정사는 신라 신문왕 2년(682)에 의상대사가 세운 절이라고 한다. 전설에 의하면, 의상대사가 도력으로 만들어 부석사에서 날린 종이 봉황이 이곳에 내려 앉아 봉정사라 불렀다고 한다.
중심 법당인 대웅전에는 석가모니불상을 중심으로 문수보살, 보현보살을 좌우로 모시고 있다. 1962년 해체·수리 때 발견한 기록으로 미루어 조선 전기 건물로 추정한다.
규모는 앞면 3칸·옆면 3칸이며 지붕은 옆면에서 볼 때 여덟 팔(八)자 모양을 한 팔작지붕이다. 지붕 처마를 받치기 위해 장식하여 만든 공포가 기둥 위뿐만 아니라 기둥 사이에도 있는 다포 양식인데, 밖으로 뻗친 재료의 꾸밈없는 모양이 고려말·조선초 건축양식을 잘 갖추고 있고 앞쪽에 툇마루를 설치한 것이 특이하다.
건물 안쪽에는 단청이 잘 남아 있어 이 시대 문양을 연구하는데 중요한 자료가 되고 있으며, 건실하고 힘찬 짜임새를 잘 갖추고 있어 조선 전기 건축양식의 특징을 잘 보여주고 있다.

## 국보 승격사유
보물 제55호 봉정사 대웅전은 그 동안 조선초기 건물로 추정되어 오다가 근래의 해체조사 시 발견된 묵서명에서 ‘1435년(조선 세종17년)에 이르러 법당을 중창하였다’는 기록이 나타나 그 연혁이 밝혀졌다. 이 건물의 공포는 힘있고 가식없는 수법을 가지고 있으며, 건물의 가구형식(架構形式)과 세부기법은 단조로우면서 견실한 공법(工法)으로 전형적인 초기 다포양식(多包樣式)의 특징들을 잘 보여주고 있다.
단청(丹靑) 또한 고려적(高麗的) 요소(要素)를 지니고 있어 창건(創建)시의 모습을 잘 간직하고 있으며, 보존상태 또한 양호하여 건물과 함께 중요한 회화자료(繪畵資料)로 주목되고 있다. 이처럼 봉정사 대웅전은 건축양식과 단청 등에서도 조선초기 양식을 잘 보존하고 있어 국가지정문화재(국보)로서의 역사적·예술적·학술적 가치가 충분하다.

## 사진

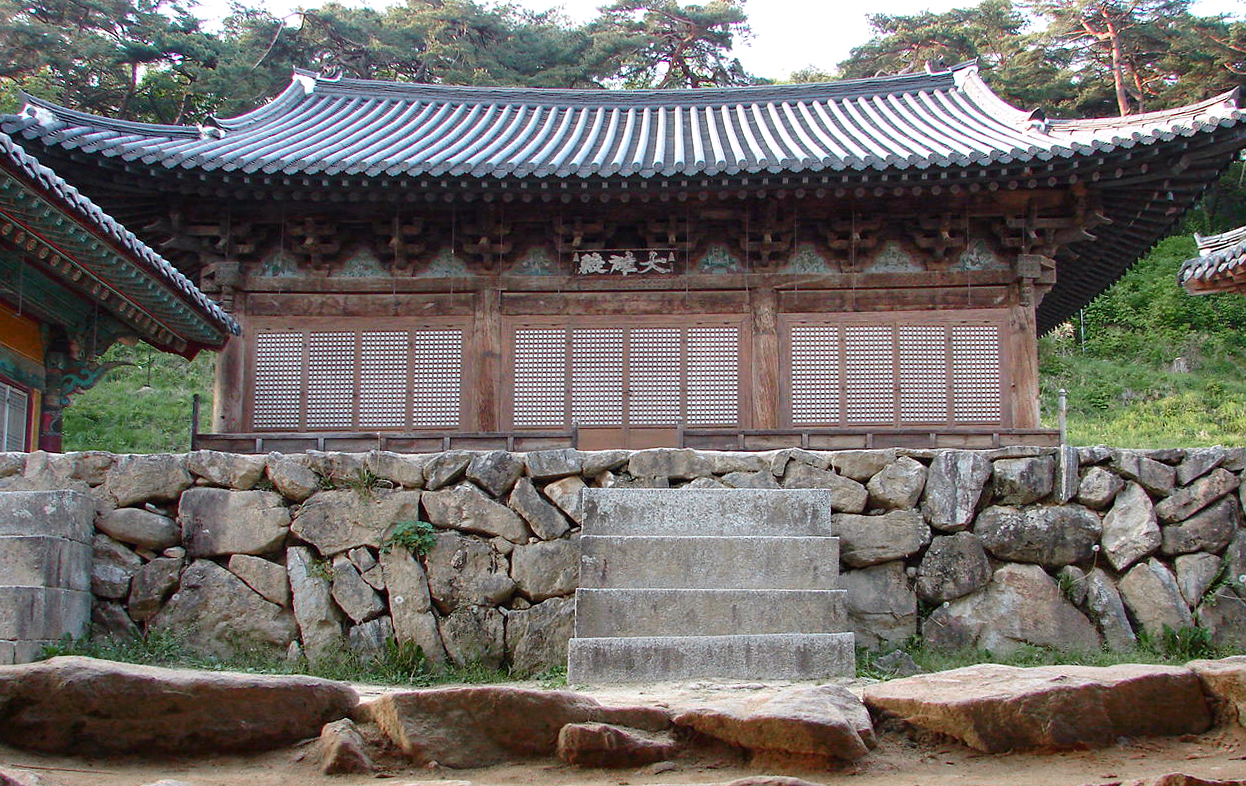
2006년 모습
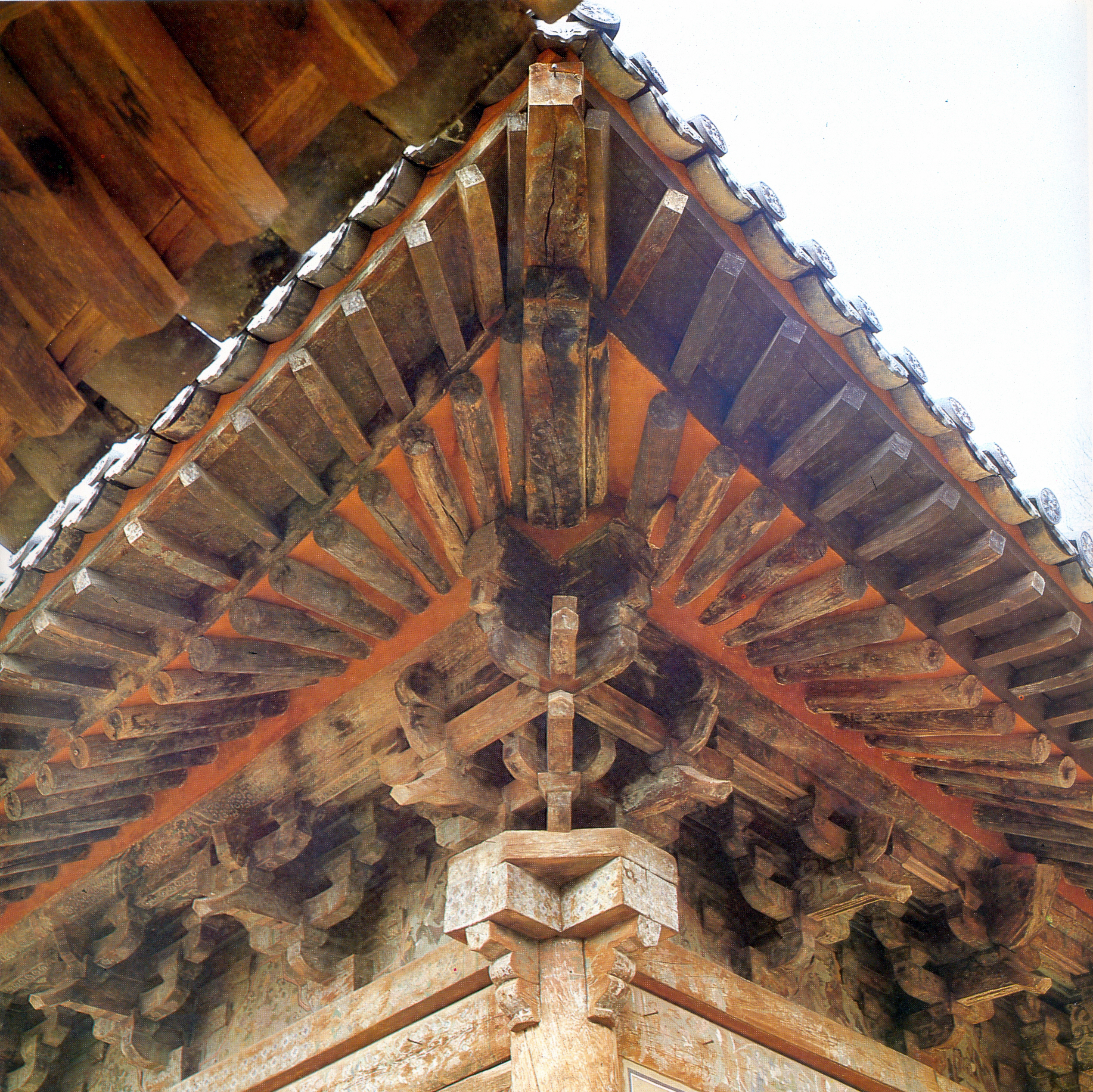
공포와 처마
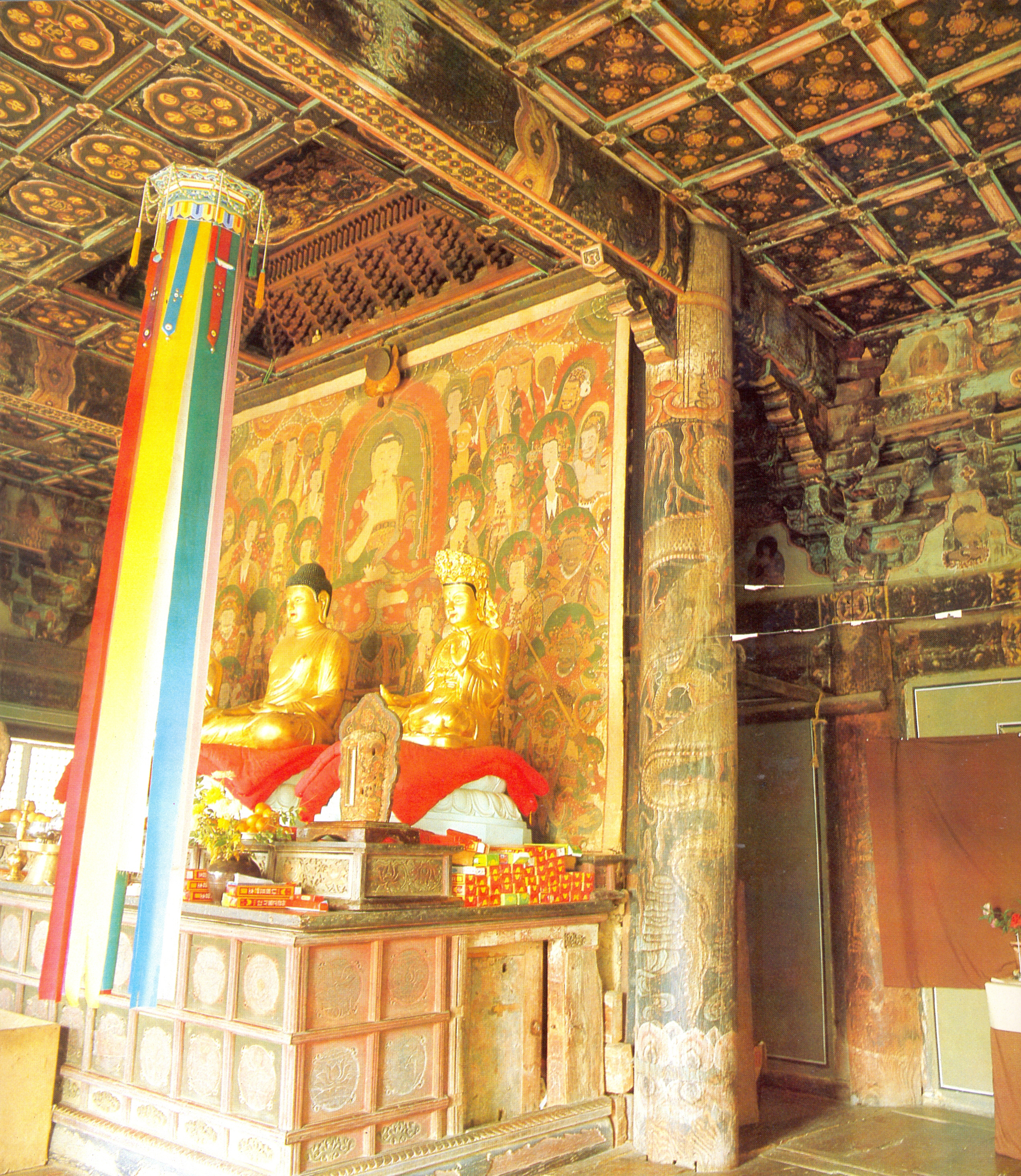
대웅전 안
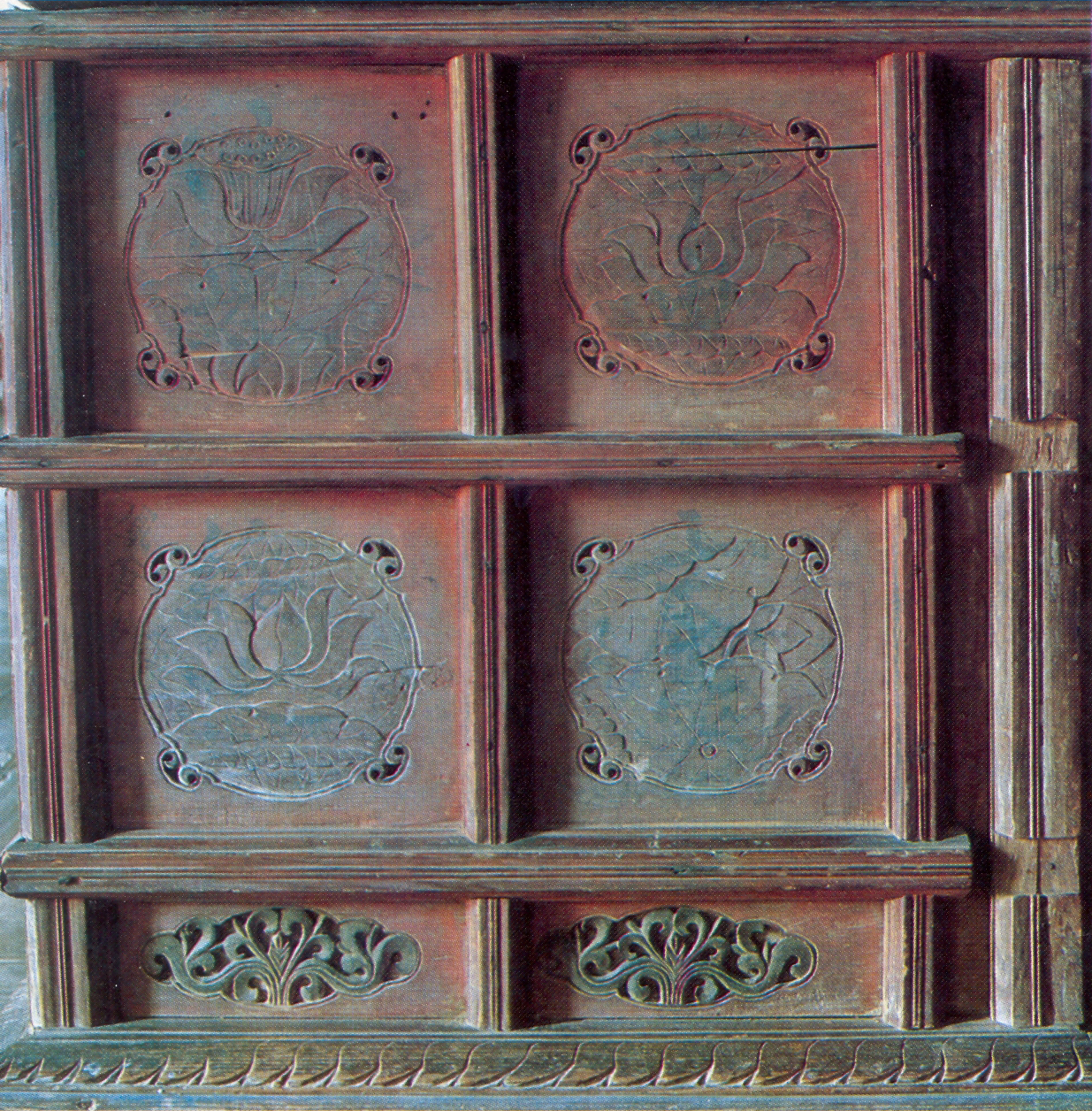
내외출목
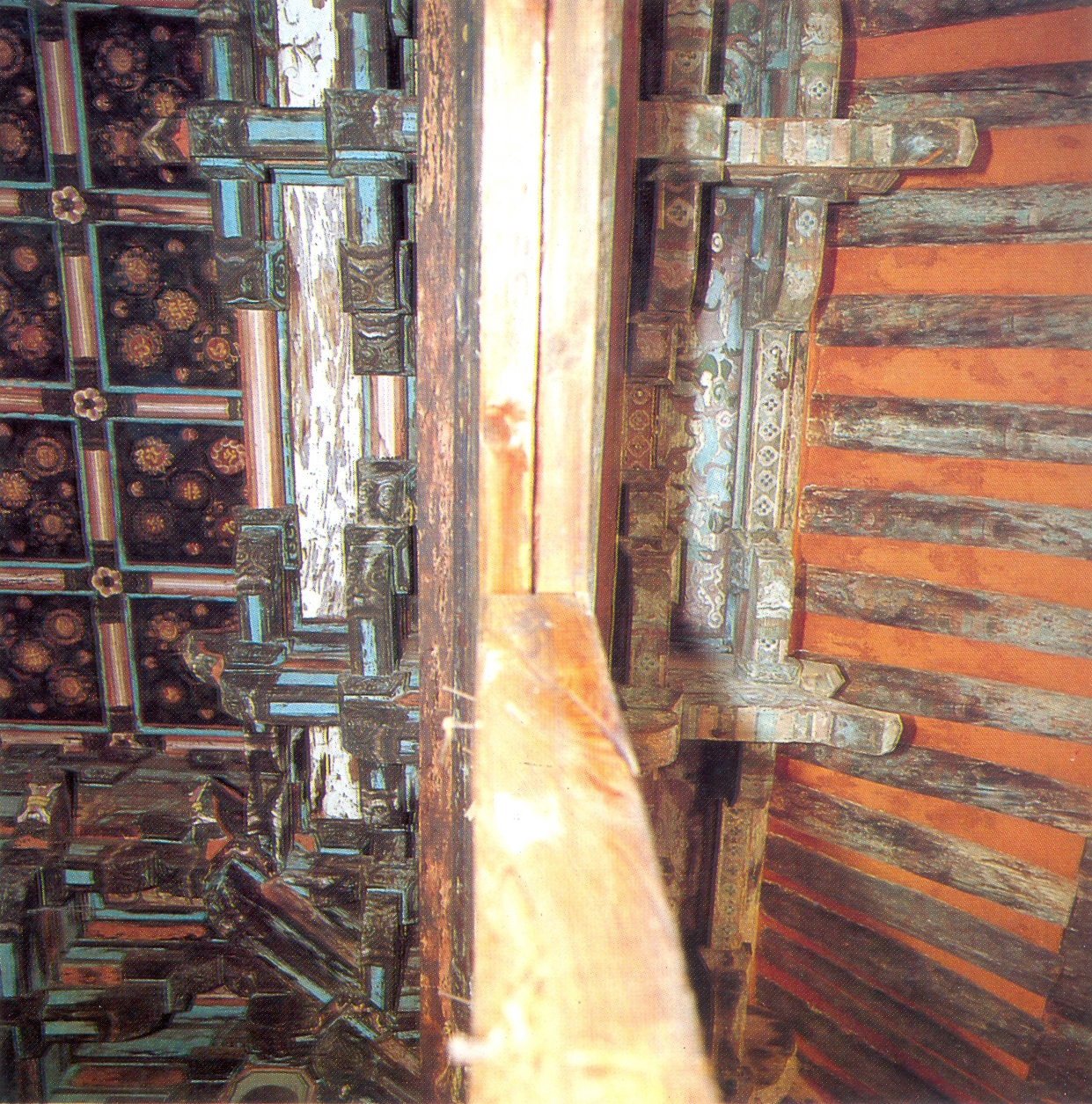
기둥과 천장
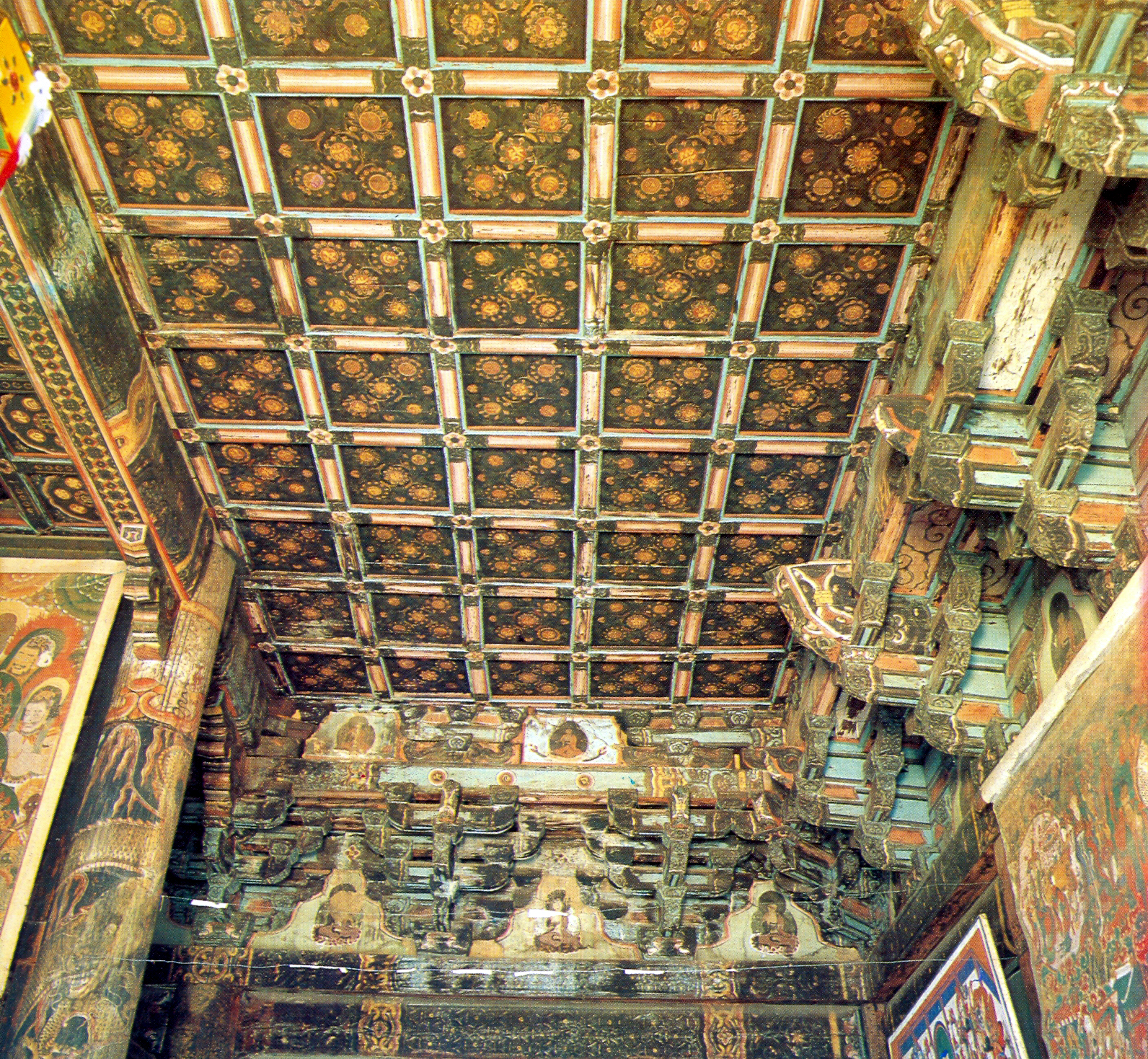
천장
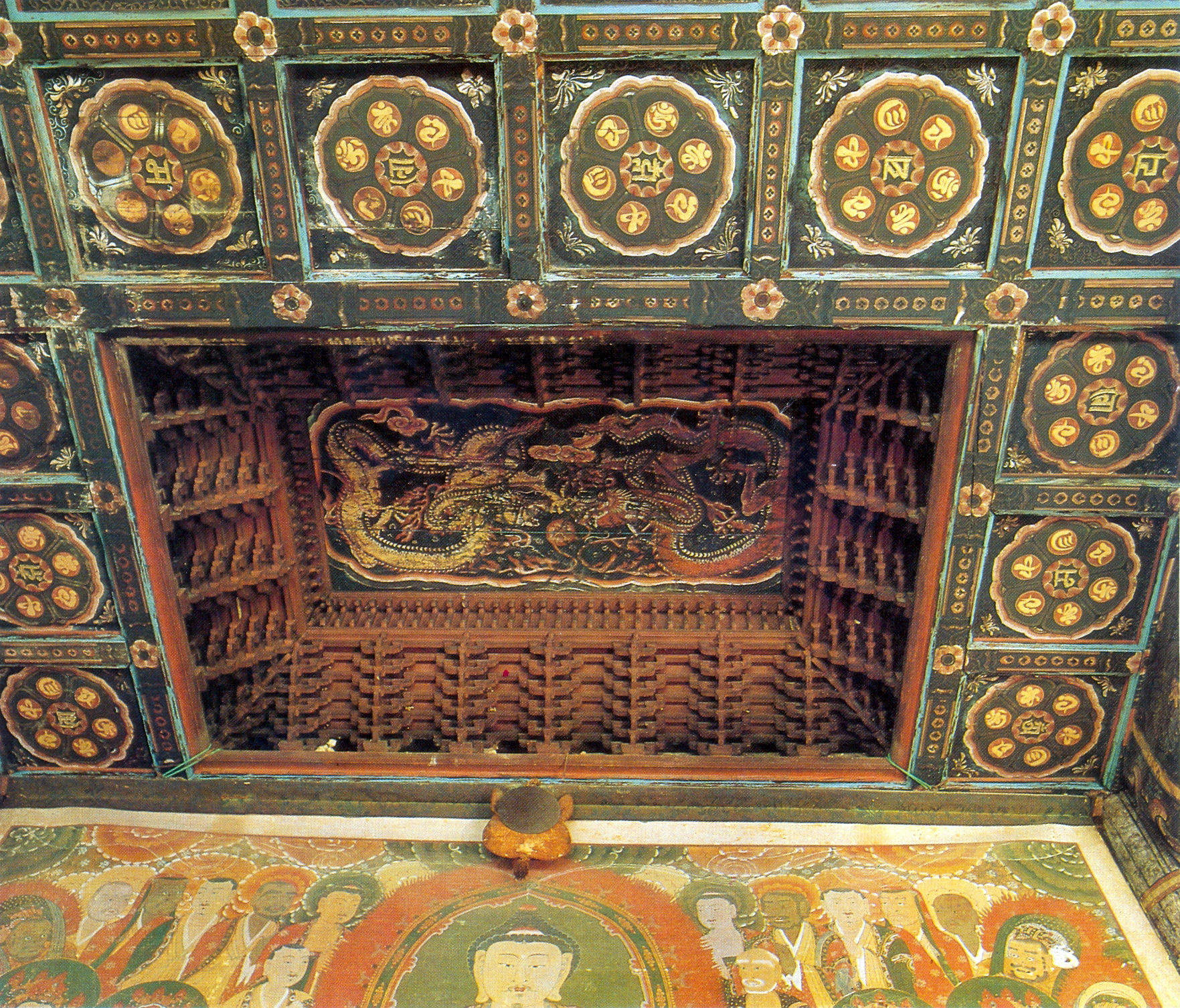
천장

## 같이 보기
- 안동 봉정사 극락전

## 참고 자료
- 안동 봉정사 대웅전 - 국가유산청 국가유산포털
- 2009 국보·보물 지정 보고서, 문화재청 유형문화재과, 10-15쪽, 2010년 8월